# Onbezonnen
Onbezonnen is een lied van de Nederlandse singer-songwriter Froukje uit 2021. Het is de derde single van haar debuut-ep Licht en donker.
Froukje schreef het muzieknummer in de tijd van de Black Lives Matter-protesten. Het tegen de dancepop aanliggende nummer gaat over het verliezen van je onschuld met het ouder worden en de overtuiging dat bepaalde luchtigheid ook weer terugkomt als je ouder wordt. In een interview met 3voor12 gaf Froukje, naar aanleiding van dit nummer, aan dat ze soms niet weet wat ze ergens van moet vinden, en dat ze de onbezonnenheid van kind zijn weleens mist.
Onbezonnen bereikte de vierde positie in de Nederlandse Tipparade. Ook in Vlaanderen behaalde de plaat de Tipparade, maar daar kwam het op de 44e positie terecht. De single heeft in Nederland de gouden status.